# Schisma longifissum
Schisma longifissum là một loài rêu tản trong họ Herbertaceae. Loài này được (Stephani) Stephani miêu tả khoa học lần đầu tiên năm 1909.